# 탄자니아 은행
탄자니아 은행(스와힐리어: Benki Kuu ya Tanzania, 영어: Bank of Tanzania)은 탄자니아의 중앙은행이다. 그것은 국가 통화인 탄자니아 실링의 발행을 책임지고 있다.
이 은행은 1965년 탄자니아 은행법에 따라 설립되었다. 그러나, 1995년, 정부는 중앙은행이 너무 많은 책임을 지기로 결정했고, 따라서 다른 목표들을 방해하고 있었다. 그 결과, 정부는 1995년 탄자니아 은행법을 도입했고, 이 법은 은행에 통화 정책의 단일 목표를 부여했다.
10명으로 구성된 이사회가 운영하는데, 이 중 4명이 당연직 위원으로 이들을 보좌할 수 있는 자문위원회가 3개 있다. 은행장은 주지사가 맡고 행정, 경제, 금융정책, 금융안정 등 3개 부행장의 도움을 받는다.

## 역사
탄자니아 은행은 1965년 동아프리카 통화위원회 해산 이후 탄자니아 은행법을 통해 탄자니아 최초의 의회가 설립했다. 이 은행은 1966년 6월 14일 운영을 시작했고, 탄자니아의 초대 대통령 줄리어스 니에레레에 의해 설립되었다.

## 교육 및 지속적인 전문성 개발
그 은행은 또한 므완자에 위치한 자체 교육 기관을 가지고 있다.

## 비평
탄자니아 은행은 외부 체납 계좌에 대한 감사를 초래하는 사건에 연루되었다. 2005년에는 약 1,330억 탄자니아 실링이 의심스러운 지불을 통해 손실된 것으로 밝혀졌다. 그 결과, 탄자니아 대통령은 2008년 1월 9일 은행 총재 D. T. S. 발랄리를 해임했다. 이날 이 자리에 베논 은둘루 교수가 임명됐다.

## 같이 보기
- 탄자니아 실링
- 탄자니아의 경제